# Aulacodes exhibitalis
Aulacodes exhibitalis is een vlinder uit de familie van de grasmotten (Crambidae), uit de onderfamilie van de Acentropinae. De wetenschappelijke naam van deze soort is voor het eerst gepubliceerd in 1862 door Francis Walker.
De soort komt voor in het Amazoneregenwoud.